# Irk
 (juillet 2014).
Si vous disposez d'ouvrages ou d'articles de référence ou si vous connaissez des sites web de qualité traitant du thème abordé ici, merci de compléter l'article en donnant les références utiles à sa vérifiabilité et en les liant à la section « Notes et références ».
Pour les articles homonymes, voir Irk.
L'Irk est une rivière du Grand Manchester, au nord-ouest de l'Angleterre, qui traverse la banlieue nord-ouest de Manchester avant de se jeter dans l'Irwell au niveau du centre-ville. c'est donc un sous-affluent du fleuve Mersey

## Géographie
De 19 km de longueur.

## Hydrologie
Son régime hydrologique est dit pluvial océanique.